# لاك دي لا مايسون دي بيير (كيبك)
لاك دي لا مايسون دي بيير (بالإنجليزية: Lac-de-la-Maison-de-Pierre, Quebec)‏ هي منطقة سكنية تقع في كندا في Antoine-Labelle Regional County Municipality. يقدر عدد سكانها بـ 0 نسمة ومساحتها 488.10 كم2 .